# Collobrières
Collobrières é uma comuna francesa na região administrativa da Provença-Alpes-Costa Azul, no departamento de Var. Estende-se por uma área de 112,68 km². Em 2010 a comuna tinha 1 980 habitantes (densidade: 17,6 hab./km²).